# FF Mister K

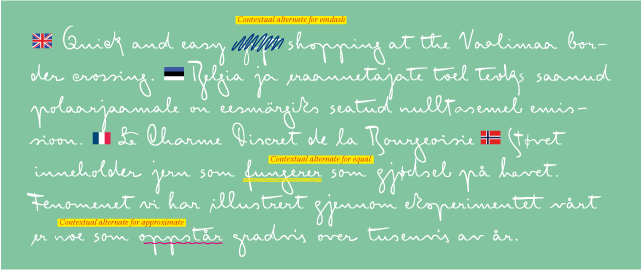
Abb. 1 Schriftbeispiel der FF Mister K Regular mit Contextual Alternates

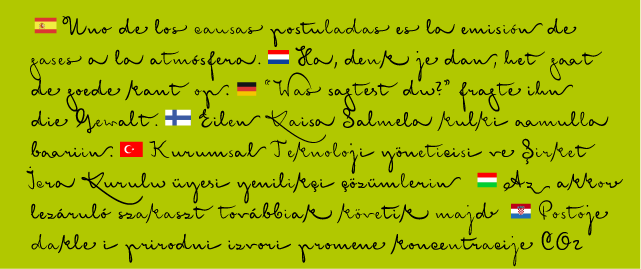
Abb. 2 Schriftbeispiel der FF Mister K Onstage

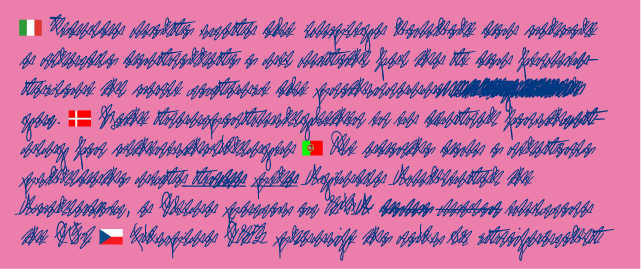
Abb. 3 Schriftbeispiel der FF Mister K Crossout

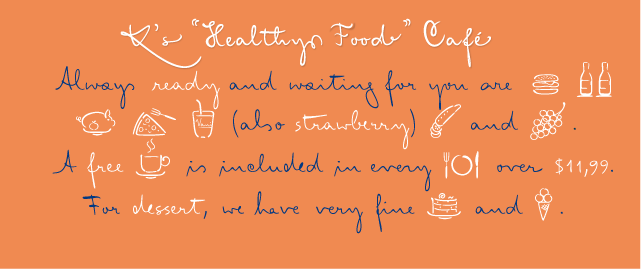
Abb. 4 Schriftbeispiel mit integrierten K Pictos

FF Mister K, veröffentlicht durch FSI FontShop International im Dezember 2008, gehört nach der Schriftklassifikation DIN 16518 zur Gruppe der  Schreibschriften.
Die Schrift wurde von der finnischen Schriftgestalterin und Philologin Julia Sysmäläinen entworfen, angeregt durch Manuskripte des Schriftstellers Franz Kafka (1883–1924). Kafkas Handschrift ist gekennzeichnet durch eine sehr eigenständige und vielfältige, aber gleichzeitig gut lesbare Formensprache. Der Name Mister K ist den Hauptfiguren (Josef K. bzw. K.) der Romane Der Process und Das Schloß entlehnt.
Visuelle Merkmale
FF Mister K besteht aus den drei Schnitten Regular, Onstage und Crossout. Während die Regular den Fluss einer weitgehend verbundenen Handschrift digital simuliert (Abb. 1), weist die Onstage verstärkt kalligraphische Züge mit überwiegend allein stehenden Zeichen auf (Abb. 2). Die Crossout schließlich enthält den gesamten Zeichensatz in nach Kafkascher Manier akribisch durchgestrichener Form (Abb. 3).
Diese Schriftschnitte werden durch K Pictos ergänzt, einem Satz von 250 Piktogrammen, die in Form und Duktus an die Regular angepasst sind (Abb. 4).
Technische Merkmale
FF Mister K liegt im OpenType-Format mit einem umfangreichen OpenType Feature Code vor. Dieser ermöglicht vielfältige kontextbezogene Substitutionen und führt so zu einem variationsreichen Zeichenfluss im Wort- und Satzbild bei gleichzeitiger Reduktion von Formwiederholungen.
Besondere Bedeutung haben die Eigenschaften Standard Ligatures, Contextual Alternates, Stylistic Set und Discretionary Ligatures mit ihren unterschiedlichen Funktionen:
Standard Ligatures
- Substitution von Zeichenfolgen durch zwei, drei oder vier Zeichen verbindende Ligaturen
- Erzeugung von verbundenen Worteinheiten mittels alternativer Zeichen für hohe, mittlere und tiefe Verbindungen

Contextual Alternates
- Unterstreich- und Durchstreichoptionen
- Dekorative Endformen

Stylistic Set
- Vereinfachter, nicht verbundener Zeichensatz für Abkürzungen, Akronyme, Formeln

Discretionary Ligatures
- Substitution von Wörtern durch zugeordnete Piktogramme.